# قائمة المعالم الهندسية المدنية التاريخية
فيما يلي قائمة المعالم الهندسية المدنية التاريخية على النحو المحدد من قبل الجمعية الأمريكية للمهندسين المدنيين منذ أن بدأ هذا البرنامج في عام 1964. ويتم منح التعيين للمشاريع، والهياكل، والمواقع في الولايات المتحدة ( المعالم الهندسة المدنية الوطنية التاريخية ) وبقية العالم (المعالم الهندسة المدنية الدولية التاريخية ). واعتبارا من عام 2013، هناك تشمل القائمة على أكثر من 260 من المعالم .
أقسام أو فصول من الجمعية الأمريكية للمهندسين المدنيين تسمي أيضا الولاية أو المعالم المحلية ضمن مناطقهم. تلك المعالم لاتدرج هنا.
| المرجع # | السنة | اسم                                          | صورة | الإنشاء                 | الموقع                   | المنطقة / الدولة        | البلد                      | التصنيف                |
| -------- | ----- | -------------------------------------------- | ---- | ----------------------- | ------------------------ | ----------------------- | -------------------------- | ---------------------- |
| 1        | 1966  | جسر بولمان تروس                              |      | 1869                    | سافاج                    | ماريلاند                | الولايات المتحدة الأمريكية | الجسور                 |
| 2        | 1967  | جسر بيدويل بار                               |      | 1856                    | اوروفيل                  | كاليفورنيا              | الولايات المتحدة الأمريكية | الجسور                 |
| 3        | 1967  | قناة إيري                                    |      | 1825                    | نهر هدسون إلى بحيرة إيري | نيويورك                 | الولايات المتحدة           | نقل المياه             |
| 4        | 1967  | قناة ميدلسكس                                 |      | 1803                    | مقاطعة ميدلسكس           | ماساتشوستس              | الولايات المتحدة           | نقل المياه             |
| 5        | 1968  | سكك حديد وسط المحيط الهادئ                   |      | 1863–1869               | سكرامنتو شرقا            | كاليفورنيا              | الولايات المتحدة           | الطرق والسكك الحديدية  |
| 6        | 1968  | فرع دورانجو-سيلفيرتون من D & RGW RR          |      | 1882                    | دورانجو                  | كولورادو                | الولايات المتحدة           | الطرق والسكك الحديدية  |
| 7        | 1968  | صخرة اليكوت                                  |      | 1799                    | موبايل                   | ألاباما                 | الولايات المتحدة           | الحدود والمسوحات       |
| 8        | 1968  | قناة مائية للرى في سان أنطونيو               |      | 1718                    | سان أنطونيو              | تكساس                   | الولايات المتحدة           | إمدادات المياه والتحكم |
| 9        | 1968  | ربط القضبان الحديدية- سكك حديدية عبر القارات |      | 1869                    | برومونتورى               | ولاية يوتا              | الولايات المتحدة           | الطرق والسكك الحديدية  |
| 10       | 1968  | ويلينغ الجسر المعلق                          |      | 1849                    | ويلينغ                   | فيرجينيا الغربية        | الولايات المتحدة           | جسور                   |
| 11       | 1969  | جسر بحيرة ألفورد                             |      | 1889                    | سان فرانسيسكو            | كاليفورنيا              | الولايات المتحدة           | جسور                   |
| 12       | 1969  | سكك حديد هامبورغ - تشارلستون                 |      | 1833                    | تشارلستون                | ولاية كارولينا الجنوبية | الولايات المتحدة           | السكك الحديدية والطرق  |
| 13       | 1970  | سد طاحونة أسكوتني                            |      | 1834                    | وندسور                   | فيرمونت                 | الولايات المتحدة           | السدود                 |
| 14       | 1970  | جسر بريدجبورت المغطى                         |      | 1862                    | مقاطعة نيفادا            | كاليفورنيا              | الولايات المتحدة           | جسور                   |
| 15       | 1970  | جسر كورنيش وندسور المغطى                     |      | إعادة بنائها 1866, 1988 | وندسور إلى كورنيش        | فيرمونت ونيو هامبشاير   | الولايات المتحدة           | جسور                   |